# 타조
타조(駝鳥, 학명: Struthio Camelus)는 아프리카의 날지 못하는 새로, 타조과에 속하는 종이다. 타조과의 유일한 속인 타조속에 속하는 두 종 중 하나로, 2014년에 소말리아타조(Struthio molybdophanes)가 타조의 아종이 아닌 근연종이라는 사실이 밝혀졌다.

## 어원
타조(駝鳥)는 그 생김새가 낙타와 비슷한 새라고 해서 붙은 이름이다. ‘타조(駝鳥)’라는 말이 처음으로 기록된 것은 《후한서》에 서역에서 온 공물 중 타조가 있었다는 기록이다.
학명 Struthio camelus는 고대 그리스어로 참새를 뜻하는 στρουθός와 낙타를 뜻하는 κάμηλος 에서 온 것이다.

## 특징
수컷은 머리높이 2.1m, 몸무게 평균 90kg에 최대 120kg에 이른다. 수컷의 몸은 검고 날개깃과 꼬리깃은 희며, 머리·목·겨드랑이·넓적다리는 털이 거의 없고 연분홍색을 띤다. 암컷은 수컷보다 작고 새끼와 마찬가지로 몸털·날개짓·꼬리깃이 갈색이며 털이 없는 부위는 담갈색이다. 수컷은 이상한 울음소리를 내는데, 사자가 낮게 으르렁거리는 소리, 또는 쉿쉿거리는 소리를 낸다. 날개는 퇴화하여 날지 못하고 지상에서 생활한다. 다리는 튼튼하고 발가락은 둘이며, 부리는 짧고 편평하다. 비행 대신 빠른 속도로 달릴수 있게 하체의 근력이 매우 강하며, 골밀도는 비행에 특화된 여타 조류들에 비해 약간은 높다. 다만 뼈가 약해서 쉽게 잘 부러진다.
타조는 목이 길고 머리높이가 높으며 시력과 청력이 뛰어나 야생 타조에게 접근하기는 무척 어렵다. 타조는 날지 못하지만 빨리 달릴 수 있다. 걸을 때는 시속 4km 정도이나 적이 가까이 오면 시속 90km 이상의 속도로 달린다. 가장 긴 발가락은 길이가 18cm이며, 두꺼운 발톱이 있어서 무기가 된다.
넓은 황무지나 사바나에서 몇 마리 또는 최대 50마리 안팎이 무리를 지어 산다. 또 얼룩말이나 누, 기린, 코끼리, 코뿔소, 버펄로, 임팔라의 무리에 섞여 있는 경우도 있다. 타조는 시력이 좋고 같이 있는 동물들은 후각이 뛰어나 서로 위협을 알려주기도
한다. 타조는 텃새이며 물을 찾아 이동한다. 먹이는 물기가 많은 식물·과일·종자·새순·뿌리 등이고, 도마뱀이나 거북같은 작은 동물이나 곤충도 눈에 띄면 먹는다. 또 모래와 자갈도 삼켜 음식물을 잘게 부숴 소화시킨다.

## 번식 및 산란
일반적으로 일부다처로 수컷 한 마리가 3 ~ 5마리의 암컷과 번식한다. 산란방법은 수컷이 모래땅에 우묵한 구덩이를 파면, 거기에 암컷들이 각각 4 ~ 8개의 알을 낳는 것이다. 타조알은 광택이 나는 크림색이고, 지름은 13 ~ 15cm이고 무게 1,600g 정도이다. 포란은 밤에는 수컷이 혼자서 하고 낮에는 암컷이 품는다. 알이 크기 때문에 이집트대머리독수리같은 도구를 쓰거나 턱 힘이 강한 포식자들이 90%의 알을 먹어버린다.

## 천적
치타, 사자, 악어가 천적이다. 그리고 알을 노리는 하이에나와 자칼, 리카온 등이다. 타조는 사자보다 달리는 속력이 빠르며 치타보다 지구력이 뛰어나다. 지쳐서 더 달릴 수 없거나 둥지를 지켜야 할 때는 강력한 다리로 적을 찬다. 이는 사람은 물론 사자도 쓰러뜨릴 위력이다. 때문에 2마리 이상의 맹수가 운이 좋을 경우에만 타조를 포식할 수 있다. 새끼는 고속으로 도망치거나 싸우는 능력이 전무하여 사자나 치타나 수리의 좋은 먹이가 된다.
수컷의 흰 장식깃은 중세에는 기사의 헬멧 장식으로 이용되었고, 19세기에는 부인용 모자의 장식으로 판매되었다. 그 때문에 한때 아프리카 남부를 비롯하여 세계 각지에서 타조 양식이 성해져 최성기에는 그 수가 70만 마리에 이르렀다. 그러다가 제1차세계대전 이후 부인용 모자의 장식이 사라졌다. 사하라 이남 아프리카, 아라비아 반도, 시리아 등지에 분포한다.

## 알

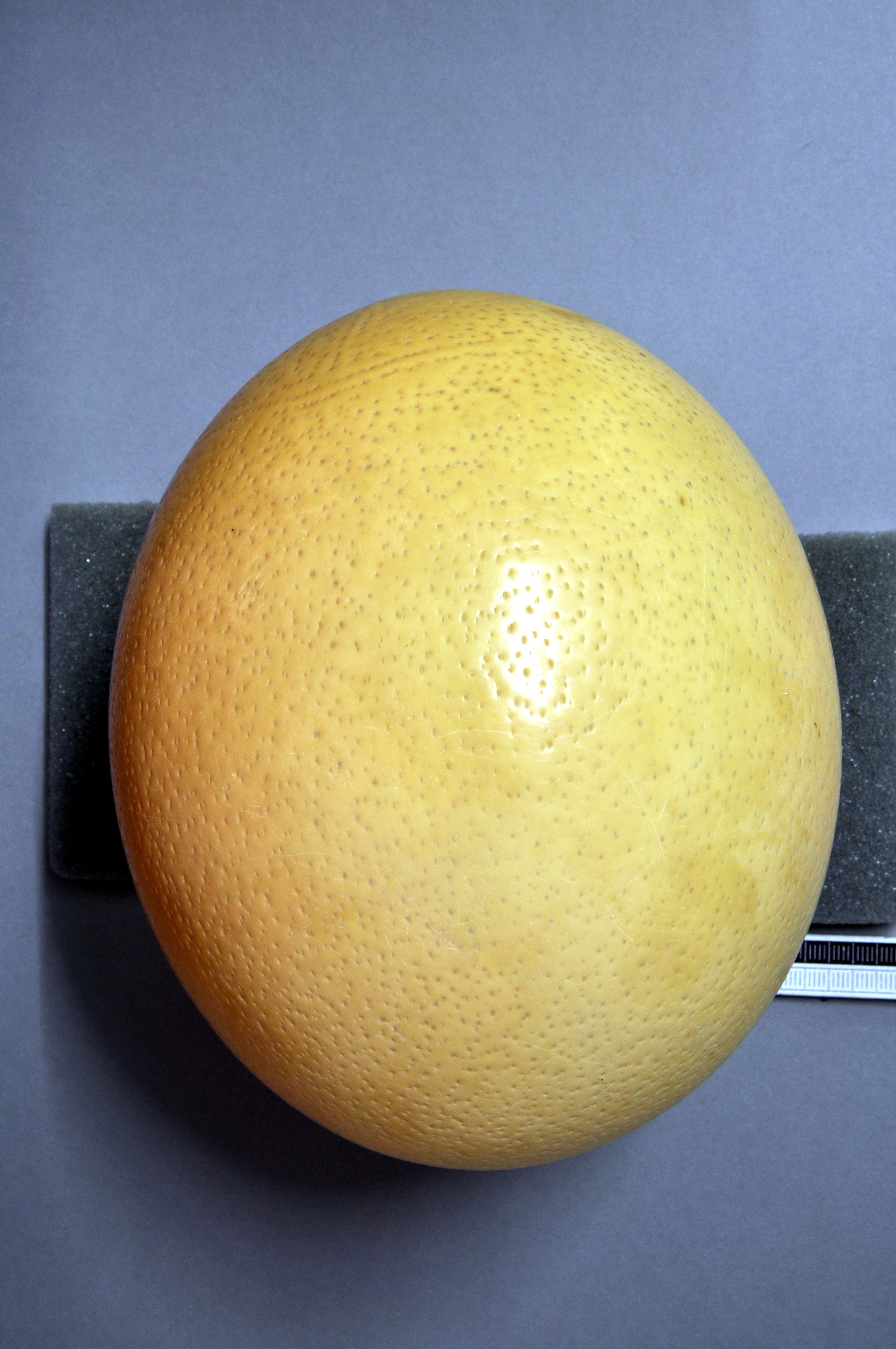
타조알

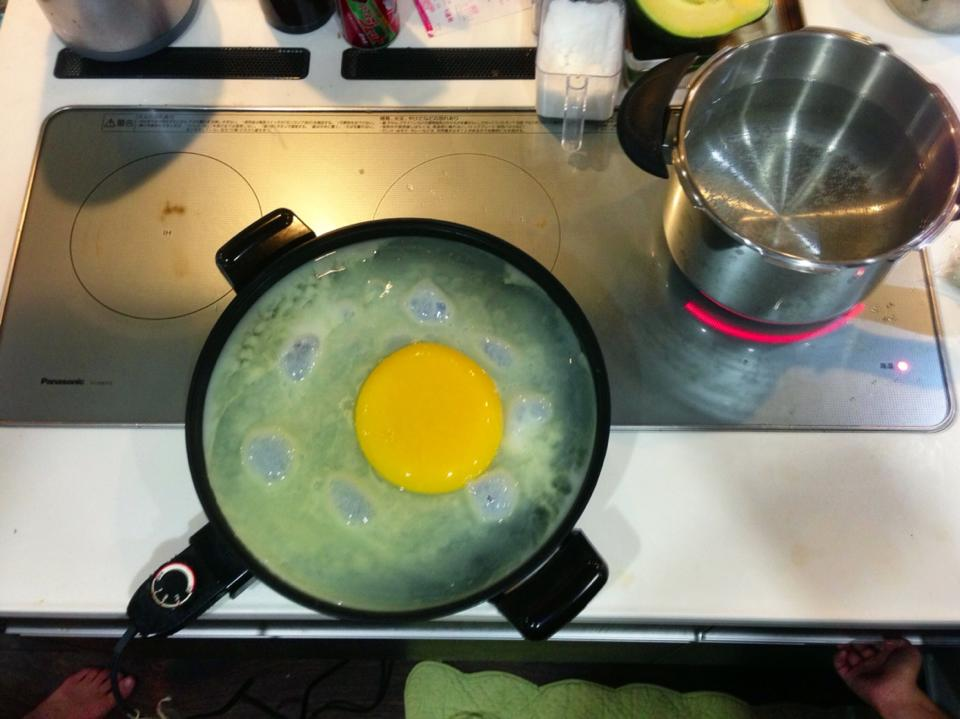
타조알 프라이

현존하는 새의 알 중 제일 크다. 인류가 살았던 시기까지 남아있던 새의 알 중에는 코끼리새나 자이언트모아의 알이 더 컸다.

## 아종
타조는 4개 아종으로 분류한다.
- 남아프리카타조(S. c. australis). 남아프리카의 잠베지강과 쿠네네강 이남에 분포한다.
- 북아프리카타조(S. c. camelus) 혹은 붉은목타조. 가장 널리 분포하는 아종이다. 에티오피아와 수단에서 사헬을 거쳐 세네갈과 모리셔스까지 퍼져 있다. 예전에는 이집트와 모로코 남부까지도 분포했었다. 가장 큰 아종으로, 2.7m, 150kg까지 자란다.
- 마사이타조(S. c. massaicus). 동아프리카의 케냐 남부와 탄자니아 동부, 에티오피아, 소말리아에 분포한다.
- 아라비아타조(S. c. syriacus). 아라비아 반도와 시리아, 이라크 등에 분포했었으나, 1966년 경 멸종하였다.

소말리아타조(S. molybdophanes)는 에티오피아 남부, 케냐 북동부, 소말리아에 분포하며, 별도의 종이라는 연구 결과에 따라서 2014년부터 별개의 종으로 취급된다.

## 참고 문헌
- 이 문서에는 다음커뮤니케이션(현 카카오)에서 GFDL 또는 CC-SA 라이선스로 배포한 글로벌 세계대백과사전의 내용을 기초로 작성된 글이 포함되어 있습니다.